# Laser Squad
Laser Squad ist ein rundenbasiertes Computerspiel, das ursprünglich für den ZX Spectrum veröffentlicht und später auf weitere Plattformen wie den Commodore 64, Amstrad CPC, MSX, Amiga, Atari ST und PC portiert wurde. Es wurde von Presse und Spielern positiv aufgenommen und erhielt hohe Wertungen in Reviews und Spielemagazinen. Laser Squad beeinflusste viele spätere Spiele im gleichen Genre deutlich, bspw. X-COM oder Jagged Alliance.

## Spielprinzip und Technik
Laser Squad ist ein rundenbasiertes Taktik-Kriegsspiel, in dem der Spieler Missionsaufgaben erfüllen muss, wie Rettungs- oder Rückholungsmissionen oder einfach der Eliminierung aller Gegner. Der Spieler steuert hierzu die einzelnen Mitglieder seiner Gruppe über die Karte, begrenzt durch Aktionspunkte die für Aktionen wie Bewegung, Drehen, Schießen, Aufheben und weitere, verwendet werden können. Durch geschicktes Agieren mit Deckung suchen, Verwendung militärischer Gruppentaktiken, wie Feuerschutz und einer gut gewählten Bandbreite an Waffen der Gruppe können die Missionsziele erreicht werden. Die Modellierung vieler Aspekte ist realitätsnah mit Vor- und Nachteilen, bspw. sind Waffen mit hoher Feuerkraft typischerweise schwerer und ermüden die verwendende Einheit schnell. Auch spielt die Gemüts- und Geistesverfassung eine wichtige Rolle, der Tod von Teamkameraden kann im Extremfall zur Panik einer Einheit führen, die dann nicht mehr durch den Spieler kontrollierbar ist.
Das Spiel besteht aus fünf Missionsszenarien; mit einer Erweiterung, welche für die 8-Bit-Version veröffentlicht wurde, kamen zwei weitere Szenarien hinzu. Einige der gewählten Namen für Charaktere und Organisationen in den Spielen von Mythos und Codo verbinden alle Laser-Squad- und Rebelstar-Spiele, beispielsweise der Charakter Corporal Jonlan und der Waffenproduzent Marsec (Mars Security).

## Produktionsnotizen

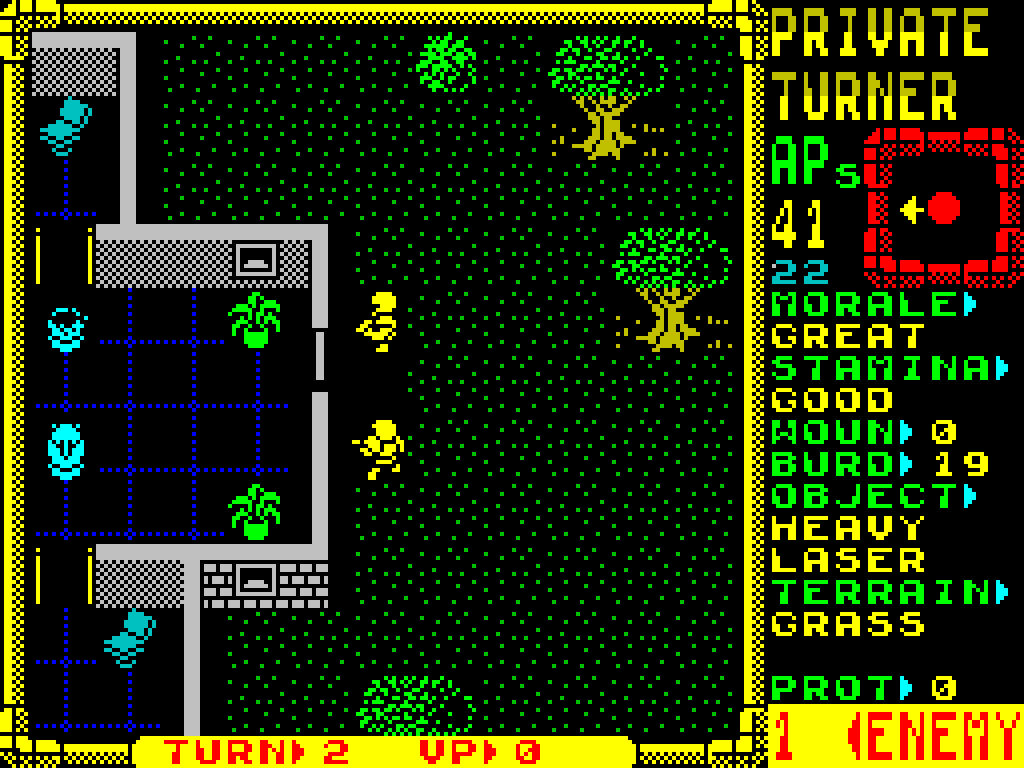
Screenshot von Laser Squad in der ZX-Spectrum-Version

Das Konzept stammt von Julian Gollop und wurde bei Target Games (inzwischen Codo Technologies) entwickelt, veröffentlicht wurde es von Blade Software. Das Spiel baut auf den Ideen der Rebelstar-Serie auf, einem Vorläufer ebenfalls von Gollop.
Mit der Veröffentlichung von X-COM: UFO Defense, einer Art Nachfolger zu Laser Squad, durch MicroProse wird der Spieltyp des taktischen Squadshooters weitreichender bekannt.
2002 wurde die Laser-Squad-Serie von Codo Technologies wiederbelebt mit dem Play-by-E-Mail-Spiel Laser Squad Nemesis (jedoch ohne das Aktionspunktesystem und anpassbare Waffen). Seit September 2005 gibt es auf dem Game Boy Advance mit Rebelstar Tactical Command ein weiteres Taktikspiel, das an Laser Squad anknüpft, in dem man auf taktischen Karten rundenbasiert gegen Aliens antritt.
Rebelstar und Laser Squad gehören zu den frühsten Beispielen für rundenbasierte Taktikspiele mit einigen Einzeleinheiten. Viele der Laser-Squad-Spielmechanikkonzepte wurden in der späteren X-COM-Serie wiederverwendet, ebenfalls von Gollop entwickelt jedoch bei MicroProse veröffentlicht. Bei X-COM sind die Missionen jedoch nicht unzusammenhängend, sondern Teil einer größeren Kampagne und Geschichte.
Jedes dieser Spiele besitzt die Eigenschaften, dass sie die Zeit über Aktionspunkte modellieren, ein Moralsystem besitzen, „Sichtlinien“ und „Fog of War“, Feuerschutz und die Möglichkeit der Ausrüstung der eigenen Einheiten aus einem großen Sortiment ballistischer und Laserwaffen, Granaten und Nahkampfwaffen.

## Rezeption
Der Amiga Joker lobte Komplexität und Realismus des Spiels, kritisierte aber Schwächen bei der Bedienung. Ein Review im Dragon #158 von Hartley, Patricia und Kirk Lesser im Rahmen der Kolumne The Role of Computers gab dem Spiel 4½ von 5 Sternen.